# نمودار مدار
نمودار مدار یا دیاگرام مداری (به انگلیسی: Circuit diagram)؛ که به آن نمودار الکتریکی، نمودار پایه، شماتیک الکترونیکی یا نقشهٔ مدار هم گفته می‌شود، نمایش گرافیکیِ یک مدار الکتریکی است.

نمودار مدار یک تقویت کنندهٔ عملیاتی

معمولاً در نمودار مدار از تصویرها یا نمادهای ساده الکترونیکی اجزا استفاده می‌شود، در حالی که یک نمودار شماتیک با استفاده از نمایش‌های نمادین استاندارد، اجزا و اتصالات مدار را نشان می‌دهد. اتصال‌های نشان‌داده شده بین اجزای مدار در نمودار شماتیک لزوماً با چیدمان فیزیکی به‌کار رفته در دستگاه مربوط مطابقت ندارد.
برخلاف نمودار بلوکی یا نمودار طرح، نمودار مدار اتصال‌های الکتریکی واقعی در مدار را نشان می‌دهد. نقاشی ای که به منظور نمایش آرایش فیزیکی سیم‌ها و اجزایی که آنها به هم متصل می‌کنند، کار هنری یا طرح، طرح فیزیکی یا نمودار سیم‌کشی نامیده می‌شود.
از نمودارهای مدار برای طراحی (طراحی مدار)، ساخت (مانند طرح PCB) و نگهداری تجهیزات الکتریکی و الکترونیکی استفاده می‌شود.
در علوم کامپیوتر، نمودارهای مدار استفاده از جبر بولی برای تجسم و متصور ساختن عبارت‌ها مفید هستند.